# Parque nacional Kafue
El Parque Nacional Kafue es una reserva estatal ubicada al sur de Zambia.
Ubicada al poniente de Lusaka, fue establecido en 1950. Ocupa un área de 22 400 km² y consiste de una vasta meseta situada a lo largo de los límites del río Kafue. El parque es famoso por su frondosa vegetación y abundante fauna y flora, como hipopótamos, cebras, elefantes, rinocerontes y leones. Los safaris se hacen a pie.